# Revista pornogràfica

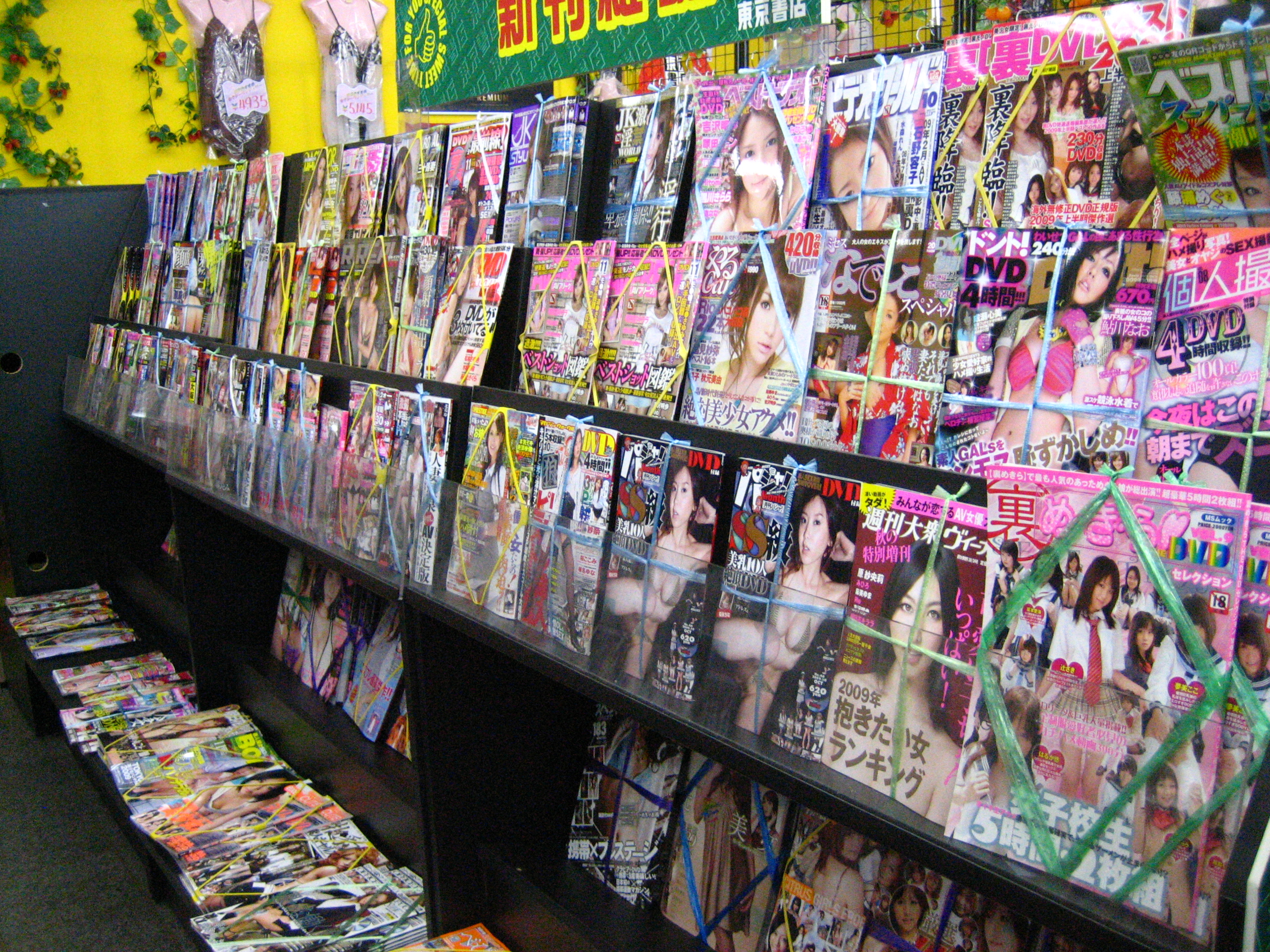
Revistes porno japoneses

Les revistes pornogràfiques, també anomenades revistes per a adults o revistes sexuals, són revistes que alberguen contingut de naturalesa sexual, típicament dins de l'àmbit de la pornografia. Aquest tipus de publicacions proporciona fotografies o un altre tipus d'il·lustracions de nus i activitats sexuals, habitualment presentant individus atractius, tant de gènere femení com masculí. El principal objectiu d'aquestes revistes és la de servir com a estimulació sexual a través de les emocions i el pensament. Hi tant revistes generalistes pel que fa a la varietat d'il·lustracions, com específiques en determinades activitats, fetitxes o parts de l'anatomia. Així mateix, també és relativament freqüent l'edició de revistes de continguts d'àmbit no sexual (ciència, motor, política, ...) però que inclouen seccions dintre de tal àmbit. En aquests casos, són més freqüents les representacions purament eròtiques de nus. Les revistes per a adults es dirigeixen especialment als homes, els quals componen l'àmplia majoria de consumidors d'aquest material.
Playboy, Penthouse o Hustler són bons exemples de publicacions per a adults que han aconseguit una gran fama internacional.

## Història
La història de les revistes pornogràfiques forma part de la història de les representacions eròtiques de la humanitat. A mesura que les tecnologies de comunicació han evolucionat, cada nova tècnica, com la impressió, la fotografia, les imatges animades i els ordinadors, s'han adaptat per mostrar i difondre aquest tipus de representacions.
En 1880, es va fer servir la impressió al mig to per reproduir fotografies de forma econòmica per primera vegada. La invenció d'aquesta tècnica va portar a la pornografia i l'erotisme cap a noves adreces al començament del segle xx. La nova tècnica d'impressió feia que les fotografies poguessin reproduir-se fàcilment en blanc i negre, mentre que fins llavors, els impressors es trobaven limitats als gravats per a les il·lustracions. Aquest va ser el primer format que va permetre a la pornografia convertir-se en un fenomen de masses, fent-la més accessible i fàcil d'adquirir que qualsevol altre mètode anterior.
Les noves revistes, que van aparèixer en primer lloc a França, mostraven nus (sovint, les actrius eren contractades com a models) i seminuus punt en les portades com a les pàgines interiors. Encara que en l'actualitat aquestes publicacions entrarien dins del terme softcore, van crear un gran impacte en l'època. Aquest tipus de publicacions sovint s'emmascarava com a revistes artístiques o naturistes.
Una altra forma de distribució de pornografia eren els llibres de còmic, coneguts com a Tijuana bibles, que van començar a aparèixer als Estats Units els anys 1920, i que van trobar el seu nínxol de mercat fins a l'arribada de les revistes d'adults a color. Es tractava de senzilles escenes dibuixades a mà, sovint usant personatges populars de dibuixos animats o de la societat.
En els anys 1940 es va encunyar el terme pin-up per descriure les imatges preses de revistes per a adults i calendaris i fixades (pinned up, en anglès) a les parets pels soldats nord-americans a la Segona Guerra Mundial. Durant els anys 1940, les imatges representaven principalment les cames femenines, evolucionant en la següent dècada a l'èmfasi sobre els pits. Betty Grable i Marilyn Monroe van ser dues de les models pinup més populars de l'època. A la segona meitat del segle xx, l'aparició de les revistes eròtiques s'inicia amb publicacions com Playboy i Modern Man. Ràpidament, la pornografia trobaria en aquest tipus de revistes el principal mitjà de distribució.
No obstant això, certes barreres seguien sense transgredir-se, i així, tan sols apareixien en les revistes dones nues o seminues, en ocasions simulant l'acte de la masturbació, però sempre sense mostrar els genitals o el pèl púbic. El 1965 va néixer la revista Penthouse, que va prendre un enfocament diferent i va ser la primera revista a publicar imatges on es mostrava pèl púbic i vistes frontals de dones nues, la qual cosa es va considerar més enllà dels límits de l'erotisme en l'època. Cap a finals dels anys 1960, les revistes van començar a publicar continguts més explícits, sent tema habitual les fotografies de culs, la qual cosa va derivar en els anys 1970 a l'àrea púbica i, finalment, en els anys 1990, en escenes de penetració, homosexualitat, sexe en grup i fetitxes diversos en les revistes més hardcore, com per exemple Hustler.